# 联苯
联苯（化学式：C12H10）是两个苯基相连形成的化合物。无色至淡黄色片状晶体，有特殊香味。常用作有机合成前体，衍生物包括联苯胺、联苯醚、八溴联苯醚、多氯联苯等。联苯天然存在于煤焦油、原油和天然气中。不溶于水，但溶于有机溶剂中。
联苯中间的化学键可以自由旋转，但若四个邻位有体积较大的基团时，旋转受阻，会产生阻转异构体。此类型的化合物（如BINAP）可以作手性配体。以联苯为例，其平衡态的扭转角为44.4°，0°和90°时的能垒分别为6.0kJ/mol和6.5kJ/mol。
取代联苯可通过鈴木反應和Ullmann反应等偶联反应制取。